# Троїцька церква (Полтава)
Троїцька церква — церква у Полтаві, втрачена пам'ятка історії та архітектури, перебувала навпроти вулиці Загородньої — зараз це ріг вулиць Сінної та Капітана Володимира Кісельова.
Церква збудована у 1894 році на кошти А. Колосникової.
Будівля мурована, одноверха, хрещата в плані, мала три престоли. Поєднувалася на західному боці з багатоярусною дзвіницею, на 1-му ярусі якої знаходився головний вхід. Була обведена мурованою огорожею з кованими ґратками. При Троїцькій церкві діяли Свято-Троїцьке братство, церковнопарафіяльна школа. У 30-х роках XX століття закрита і розібрана. На її місці — будинок колишнього обласного партархіву.